# Arko
Arko nem — турецкий бренд средств для бритья и ухода за кожей, принадлежащий компании Evyap.

## История
Бренд Arko был основан в 1957 году, когда семья Evyap организовала производство первого в истории Турции продукта для бритья — мыла ARKO.
Позднее началось производство других продуктов для бритья. В 1960 году под брендом Arko был начат выпуск крема, в 1992 году — пены, а в 2001 году — геля.
На российском рынке бренд Arko доминирует с 1989 года.
В 2008 году бренд был преобразован в ARKO Men. В 2015 году бренд ARKO был перезапущен, а в 2024 году был проведён ребрендинг.

## Продукция
- 1957 Arko Tıraş Sabunu[2]
- 1960 Arko Tıraş Kremi
- 1992 Arko Tıraş Köpüğü
- 1995 Arko Tıraş Kolonyası
- 1997 Arko Tıraş Balm
- 2001 Arko Tıraş Jeli
- 2004 Arko Tıraş Losyonu
- 2007 Arko Tıraş Bıçağı
- 2008 Arko Men